# Campeonato Chileno de Futebol de 2005 - Segunda Divisão
O Campeonato Chileno de Futebol de Segunda Divisão de 2005 (oficialmente Campeonato Nacional «Banco del Estado» de Primera B de la Asociación Nacional de Fútbol Profesional de Chile 2005) foi a 55ª edição do campeonato do futebol do Chile, segunda divisão, no formato "Primera B". Os 14 clubes, na primeira fase, jogam em quatro grupos dividos geograficamente.Na segunda fase os clubes jogam em turno e returno. O campeão e vice são promovidos para o Campeonato Chileno de Futebol de 2006. Os dois subsequentes jogariam play-offs com os dois penúltimos colocados (Club de Deportes Puerto Montt e Club de Deportes Melipilla). Os três piores promedios foram rebaixados para o Campeonato Chileno de Futebol de 2006 - Terceira Divisão.

## Participantes
| Equipe                                        | Cidade        | Região                           | No ano anterior                                                      | Estádio                                       | Capacidade | Títulos              | Participações |
| --------------------------------------------- | ------------- | -------------------------------- | -------------------------------------------------------------------- | --------------------------------------------- | ---------- | -------------------- | ------------- |
| Club Deportivo Arica                          | Arica         | Região de Tarapacá               | Sétimo Lugar (Grupo A)                                               | Estádio Carlos Dittborn                       | 10.000     | 1 (1981)             | 25            |
| Club Deportivo Arturo Fernández Vial          | Concepción    | Região de Bío-Bío                | Sexto Lugar (Grupo B)                                                | Estádio Municipal de Concepción               | 35.000     | 1 (1982)             | 15            |
| Club de Deportes Ovalle                       | Ovalle        | Região de Coquimbo               | Sexto Lugar (Grupo A)                                                | Estádio Municipal de Ovalle                   | 8.000      | 0 (não possui)       | 40            |
| Club Deportivo Magallanes                     | Maipú         | Região Metropolitana de Santiago | Quarto Lugar (Grupo A)                                               | Estádio Independência                         | 13.500     | 0 (não possui)       | 23            |
| Club de Deportes Antofagasta                  | Antofagasta   | Região de Antofagasta            | Quinto Lugar (Grupo A)                                               | Estádio Regional de Antofagasta               | 26.339     | 1 (1968)             | 22            |
| Naval Deportes de Talcahuano                  | Talcahuano    | Região de Bío-Bío                | Sexto Lugar (Hexagonal)                                              | Estádio El Morro                              | 7.152      | 0 (não possui)       | 6             |
| Club Deportivo Provincial Osorno              | Osorno        | Região de Los Lagos              | Quinto Lugar (Grupo B)                                               | Estádio Municipal Rubén Marcos Peralta        | 12.000     | 2 (1990, 1992)       | 15            |
| Club de Deportes Unión La Calera              | La Calera     | Região de Valparaíso             | Terceiro Lugar (Hexagonal)                                           | Estádio Municipal Nicolás Chahuán Nazar       | 10.000     | 2 (1961, 1984)       | 29            |
| O'Higgins Fútbol Club                         | Rancagua      | Região de O'Higgins              | Quinto Lugar (Hexagonal)                                             | Estádio El Teniente                           | 14.550     | 1 (1964)             | 10            |
| Club de Deportes Lota Schwager                | Coronel       | Região de Bío-Bío                | Oitavo Lugar (Grupo B)                                               | Estádio Municipal Federico Schwager           | 18.500     | 2 (1969, 1986)       | 22            |
| Club de Deportes Copiapó                      | Copiapó       | Região de Atacama                | Quarto Lugar (Hexagonal)                                             | Estádio Luis Valenzuela Hermosilla            | 8.000      | 0 (não possui)       | 3             |
| Corporación Club de Deportes Santiago Morning | Independencia | Metropolitana de Santiago        | Quarto Lugar (Grupo B)                                               | Santa Laura                                   | 22.375     | 2 (1959, 1974)       | 15            |
| Club Deportivo San Luis                       | Quillota      | Região de Valparaíso             | Sétimo Lugar (Grupo B)                                               | Estádio Municipal Lucio Fariña Fernández      | 7.500      | 3 (1955, 1958, 1980) | 24            |
| Club de Deportes Ñublense                     | Chillán       | Região de Bío-Bío                | Acesso pelo Campeonato Chileno de Futebol de 2004 - Terceira Divisão | Estádio Bicentenário Municipal Nelson Oyarzún | 12.000     | 1 (1976)             | 36            |

## Campeão
| Campeão Chileno Segunda Divisão 2005                                              |
| --------------------------------------------------------------------------------- |
| Corporación Club de Deportes Santiago Morning (Independencia) (3º título) Campeão |